# Autobahndreieck Hannover-West
Das Autobahndreieck Hannover-West (Abkürzung: AD Hannover-West; Kurzform: Dreieck Hannover-West) ist ein Autobahndreieck in Niedersachsen in der Region Hannover. Es verbindet die Bundesautobahn 2 (Oberhausen – Hannover – Berlin) (Europastraße 30) mit der Bundesautobahn 352 (Eckverbindung Hannover).

## Ausbauzustand
Die A 2 ist sechsspurig ausgebaut, die A 352 vierspurig.
Das Dreieck ist in Form einer normalen Gabelung angelegt.

## Verkehrsaufkommen
Das Dreieck wird täglich von etwa 116.000 Fahrzeugen befahren.
| Von                            | Nach                          | Durchschnittliche tägliche Verkehrsstärke | Durchschnittliche tägliche Verkehrsstärke | Durchschnittliche tägliche Verkehrsstärke | Anteil Schwerlastverkehr | Anteil Schwerlastverkehr | Anteil Schwerlastverkehr |
| Von                            | Nach                          | 2005                                      | 2010                                      | 2015                                      | 2005                     | 2010                     | 2015                     |
| ------------------------------ | ----------------------------- | ----------------------------------------- | ----------------------------------------- | ----------------------------------------- | ------------------------ | ------------------------ | ------------------------ |
| AS Hannover-Herrenhausen (A 2) | AD Hannover-West              | 129.000                                   | 129.800                                   | 107.600                                   | 14,4 %                   | 20,8 %                   | 16,4 %                   |
| AD Hannover-West               | AS Hannover/Langenhagen (A 2) | 105.700                                   | 096.500                                   | 090.700                                   | 13,3 %                   | 17,2 %                   | 21,0 %                   |
| AS Engelbostel (A 352)         | AD Hannover-West              | 034.400                                   | 032.900                                   | 034.300                                   | 12,0 %                   | 11,5 %                   | 12,4 %                   |